# 캠 헤스킨
캠 헤스킨(Kam Heskin, 1973년 5월 8일 ~ )은 미국의 배우, 텔레비전 배우, 모델, 영화배우이다.
그랜드포크스에서 태어났다.

## 영화
- 내 남자친구는 왕자님 4 - 엘리펀트 어드벤처 (2010년)
- 내 남자친구는 왕자님 3 - 로얄 허니문 (2008년)
- 내 남자친구는 왕자님 2 (2006년)
- 더티 러브 (2005년) - 캐리 역
- 이콜로지 오브 러브 (2004년)
- CSI - 뉴욕 (2004년)
- 오만과 편견: 현대 코미디 (2003년) - 엘라자베스 베넷 역
- 걸스 라이프 (2003년) - 제시 역
- 톰캣 (2001년)
- 혹성 탈출 (2001년)
- 헬드 포 랜섬 (2000년) - 제시 엠 역
- 헨리 - 연쇄살인범의 초상 2 (1998년)
- 블랙잭 (1998년)